# 세이빙 그레이스 (드라마)
세이빙 그레이스(Saving Grace)는 2007년 7월 23일부터 2010년 6월 21일까지 TNT에서 방영된 드라마이다.